# Scarus guacamaia
Scarus guacamaia és una espècie de peix de la família dels escàrids i de l'ordre dels perciformes.

## Morfologia
Els mascles poden assolir els 120 cm de longitud total i els 20 kg de pes.

## Alimentació
Menja les algues que cobreixen el corall i el fons dels esculls de corall.

## Distribució geogràfica
Es troba des de Bermuda, Florida (Estats Units) i les Bahames fins a l'Argentina. Absent del nord del Golf de Mèxic.